# Haverford (motorfiets)
Haverford is een Amerikaans historisch merk van motorfietsen.
De bedrijfsnaam was: Haverford Cycle Co., Philadelphia.
Haverford begon in 1904 met de productie van 4pk-snuffelklepmotoren, die in feit klonen waren van de eencilindermotoren van Marsh-Metz uit Brockton (Massachusetts). Daarmee was Haverford niet de enige: ook Peerless (in Boston), National en Arrow (in Chicago) kopieerden deze motoren. Haverford hield het vol tot in 1914. Dat was nog een jaar langer dan Marsh-Metz zelf.